# Cymatura manowi
Cymatura manowi är en skalbaggsart som beskrevs av Franz 1954. Cymatura manowi ingår i släktet Cymatura och familjen långhorningar.
Artens utbredningsområde är:
- Kenya.
- Malawi.
- Moçambique.

Inga underarter finns listade i Catalogue of Life.